# Speciesgods
Speciesgods är varor som har en individuell särprägel och inte kan bytas direkt mot likartad produkt, till exempel konsthantverk. Ett avtal om köp av sådana varor kallas speciesköp.
Motsatsen är fungibla varor.